# Bánáti csiga
A bánáti csiga (Drobacia banatica) Nyugat-Erdélyben és a Bánátban endemikus, szárazföldi csigafaj.

## Megjelenése
A csigaház 17–21 mm magas, 22–36 mm széles, 5-6 kanyarulatból áll. Két színváltozata létezik, sárgásbarna, ill. zöldesbarna. A ház alacsony kúp formájú. A kanyarulatokon enyhe taraj figyelhető meg, közvetlenül fölötte sötétbarna sáv húzódik. A kanyarulatok közötti varratok csak kevéssé mélyednek be a ház síkjába. Fehér ajakduzzanata jól látható, köldöke közepesen tág, az ajakduzzanat kolumelláris része részben eltakarja. A csiga teste sötétszürke vagy barna.

## Elterjedése
A bánáti csiga a Kárpát-medence keleti felén, Erdély nyugati részén és a Bánátban honos. Kárpátalján Rahó környékén figyelték meg, Németországban Quedlinburgnál (ahová 1961-ben telepítettek be a Fogarasi-havasokból néhány példányt kísérleti célból), illetve Szlavóniában van egy-egy behurcolt kis populációja. Magyarországon szórványosan, a keleti határ mellett fordul elő. Szabolcs-Szatmár-Bereg vármegyében Vásárosnaménynál és Tiszabecsnél találták meg, Békés vármegyében Geszt (település) és Gyula környékéről ismert; ezenkívül a Maros árterén fordul elő. A becslések szerint magyarországi összlétszáma 14 millió példány lehet, mintegy 2000 hektáron.

## Életmódja
Közepes vízellátottságú, erdős, ligetes területek lakója. Nem kötődik adott erdőtípushoz, tölgyesekben, füzesekben, nyár- és kőriserdőben is megtalálható. Növényevő. Előfordulása elterjedési területén belül egyenlőtlen, szigetszerű. Erdélyben sziklagörgeteges hegyoldalban, patakok mentén, égeresek magasabb szintjein is előfordul. Általában az avarban, kidőlt fatörzsek alatt, vagy nedves, mohás talajon található meg. Nem viseli el ha élőhelye huzamosabb időre kiszárad, vagy az erdő lombkoronája jelentősen (50% fölött) meggyérül.
Magyarországon védett, természetvédelmi értéke 50 000 Ft. 